# Łopuchowo (powiat białostocki)
Łopuchowo – wieś w Polsce położona w województwie podlaskim, w powiecie białostockim, w gminie Tykocin.
W latach 1954–1959 wieś należała i była siedzibą władz gromady Łopuchowo, po jej zniesieniu w gromadzie Jeżewo. W latach 1975–1998 miejscowość należała administracyjnie do województwa białostockiego.

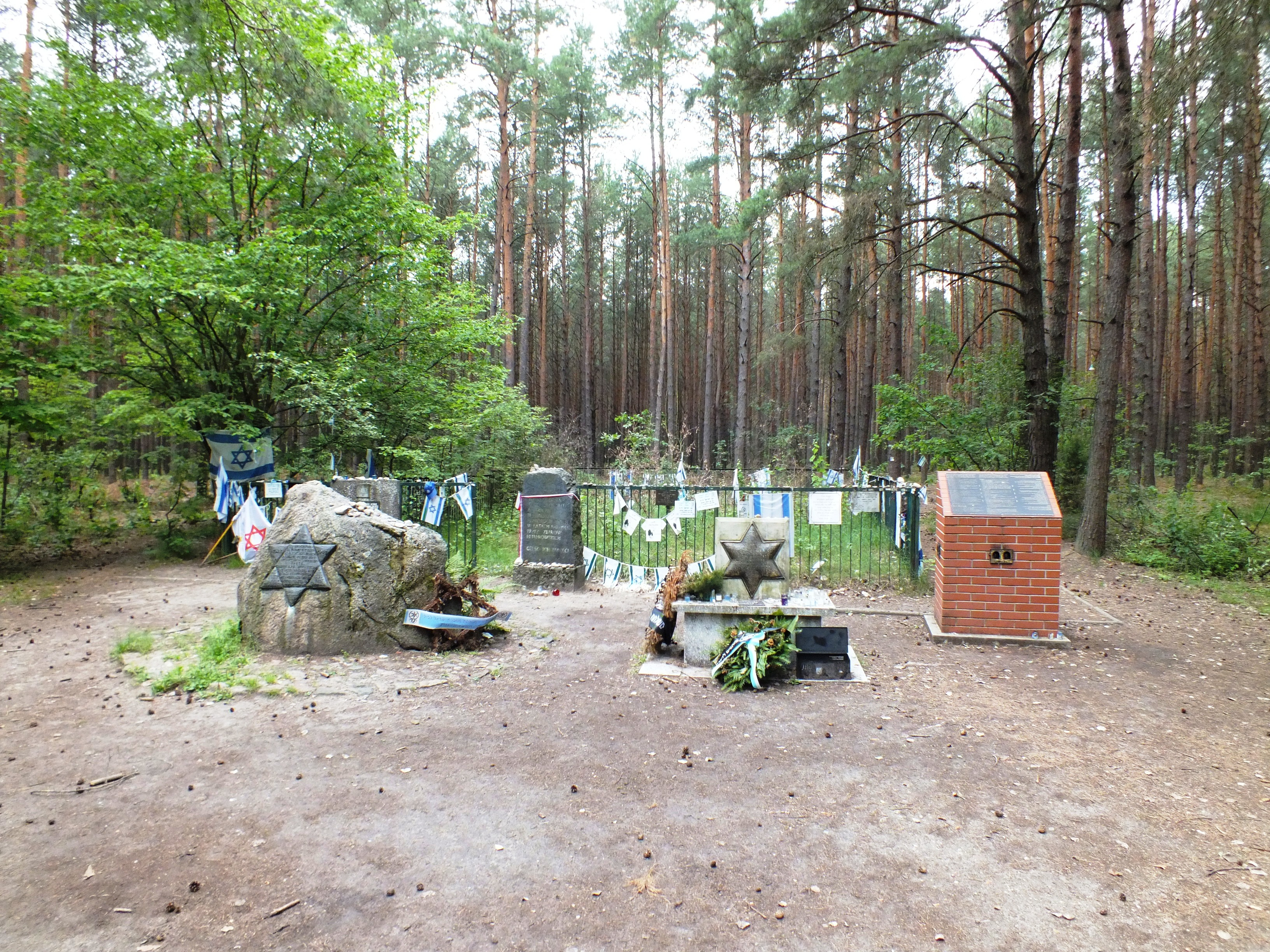
Grób zbiorowy Żydów z Tykocina – miejsce masakry w lesie łopuchowskim (25 sierpnia 1941). Oznaczony grób zbiorowy oraz pomniki upamiętniające masakrę.

W Lesie Łopuchowskim 25 sierpnia 1941 roku Niemcy wymordowali niemal wszystkich tykocińskich Żydów. Obecnie miejsce masowego pochówku jest oznakowane i znajdują się tam pomniki upamiętniające ofiary:
- płyta informująca o treści Tu spoczywa 3000 obywateli polskich bestialsko pomordowanych w latach 1941-1944 przez zbirów hitlerowskich. Cześć ich pamięci.,
- dwa głazy z płytami pamiątkowymi (jedna w języku hebrajskim, druga polskim i angielskim), odsłonięte w 50-tą rocznicę masakry,
- pomnik ufundowany przez Gutę i Dave'a Fisherów w 1986 roku,
- pomnik pamięci rodziny Piekarewiczów odsłonięty 24 sierpnia 2012 roku[7][8][9].

Wierni kościoła rzymskokatolickiego należą do parafii Parafia Trójcy Przenajświętszej w Tykocinie.